# کلاینفیشلینگن
کلاینفیشلینگن (به آلمانی: Kleinfischlingen) یک شهر در آلمان است که در زودلیشه واینشتراسه واقع شده‌است. کلاینفیشلینگن ۲۹۳ نفر جمعیت دارد.